# Moval
Moval est une ancienne commune française située dans le département du Territoire de Belfort, la région culturelle et historique de Franche-Comté et la région administrative Bourgogne-Franche-Comté. 
Ses habitants sont appelés les Movalois.
Après avoir fusionné avec Meroux entre 1972 et 1997 sous la commune de Meroux-Moval, cette dernière est créée le 1er janvier 2019.

## Géographie
Elle est située sur la N19 qui relie Delle à Belfort, à 8 km de cette dernière. Son territoire couvre seulement 116 hectares : c'est la plus petite commune de l'agglomération belfortaine. Elle est traversée par la voie ferrée Belfort-Delle (réouverture le 9 décembre 2018, la commune ne sera pas desservie directement). 
L'altitude moyenne de la commune est de 364 mètres.

## Toponymie
- Moval (1342), Moual (1468), Moual (1474), Movaulx (1615), Movaulz et Movalz (1655), Movaux (1680).

## Histoire
Moval est cité pour la première fois dans les documents anciens à la date de 1196 sous l'appellation Menuval. Le village dépend alors de la paroisse de Vézelois. Il est rattaché à celle de Meroux en 1819.
Du 15 juillet 1972 au 1er janvier 1997, Moval fut associé à la commune voisine de Meroux (code INSEE 90068), avec projet de former la nouvelle commune de Meroux-Moval (avec le code INSEE 90068). Cette fusion totale n'a jamais abouti et la dissociation des 2 communes a été validée avec effet du 1er janvier 1997. Le 1er janvier 2019 marque un retour à une commune de Meroux-Moval avec les limites fixées en 1972 à la suite d'un arrêté préfectoral du 21 décembre 2018.

## Héraldique
|  | Les armes de la commune se blasonnent ainsi : D'azur à trois jumelles d'or broché d'un M de gueules. |

## Politique et administration
| Période                                  | Période | Identité           | Étiquette      | Qualité |
| ---------------------------------------- | ------- | ------------------ | -------------- | ------- |
| Les données manquantes sont à compléter. |         |                    |                |         |
| mars 2001                                | ?       | Jean-Claude Martin | sans étiquette |         |

## Population et société

### Démographie
En 1803, sa population était de 66 habitants, elle était de 63 en 1962 et 250 au recensement de 1999. Cette augmentation spectaculaire est due à la proximité des villes de Belfort et Montbéliard qui sont devenues facilement accessibles aux Movalois grâce à la popularisation de l'automobile.

L'évolution du nombre d'habitants est connue à travers les recensements de la population effectués dans la commune depuis 1793. Pour les communes de moins de 10 000 habitants, une enquête de recensement portant sur toute la population est réalisée tous les cinq ans, les populations de référence des années intermédiaires étant quant à elles estimées par interpolation ou extrapolation. Pour la commune, le premier recensement exhaustif entrant dans le cadre du nouveau dispositif a été réalisé en 2008.

En 2016, la commune comptait 434 habitants, en évolution de +34,78 % par rapport à 2010 (Territoire de Belfort : −2,78 %, France hors Mayotte : +2,11 %).
| 1793 | 1800 | 1806 | 1821 | 1831 | 1836 | 1841 | 1846 | 1851 |
| ---- | ---- | ---- | ---- | ---- | ---- | ---- | ---- | ---- |
| 63   | 72   | 97   | 96   | 98   | 125  | 155  | 118  | 125  |

| 1856 | 1861 | 1866 | 1872 | 1876 | 1881 | 1886 | 1891 | 1896 |
| ---- | ---- | ---- | ---- | ---- | ---- | ---- | ---- | ---- |
| 104  | 104  | 99   | 97   | 86   | 86   | 92   | 90   | 84   |

| 1901 | 1906 | 1911 | 1921 | 1926 | 1931 | 1936 | 1946 | 1954 |
| ---- | ---- | ---- | ---- | ---- | ---- | ---- | ---- | ---- |
| 75   | 87   | 97   | 75   | 80   | 73   | 68   | 55   | 49   |

| 1962 | 1968 | 1975 | 1982 | 1999 | 2006 | 2008 | 2013 | 2016 |
| ---- | ---- | ---- | ---- | ---- | ---- | ---- | ---- | ---- |
| 63   | 84   | 140  | 223  | 250  | 305  | 321  | 428  | 434  |

### Santé
L'hôpital le plus proche est l'hôpital Nord Franche-Comté situé dans la commune voisine de Trévenans,.

## Lieux et monuments
- Église Saint-Nicolas (XIXe siècle).
- Croix de chemin.

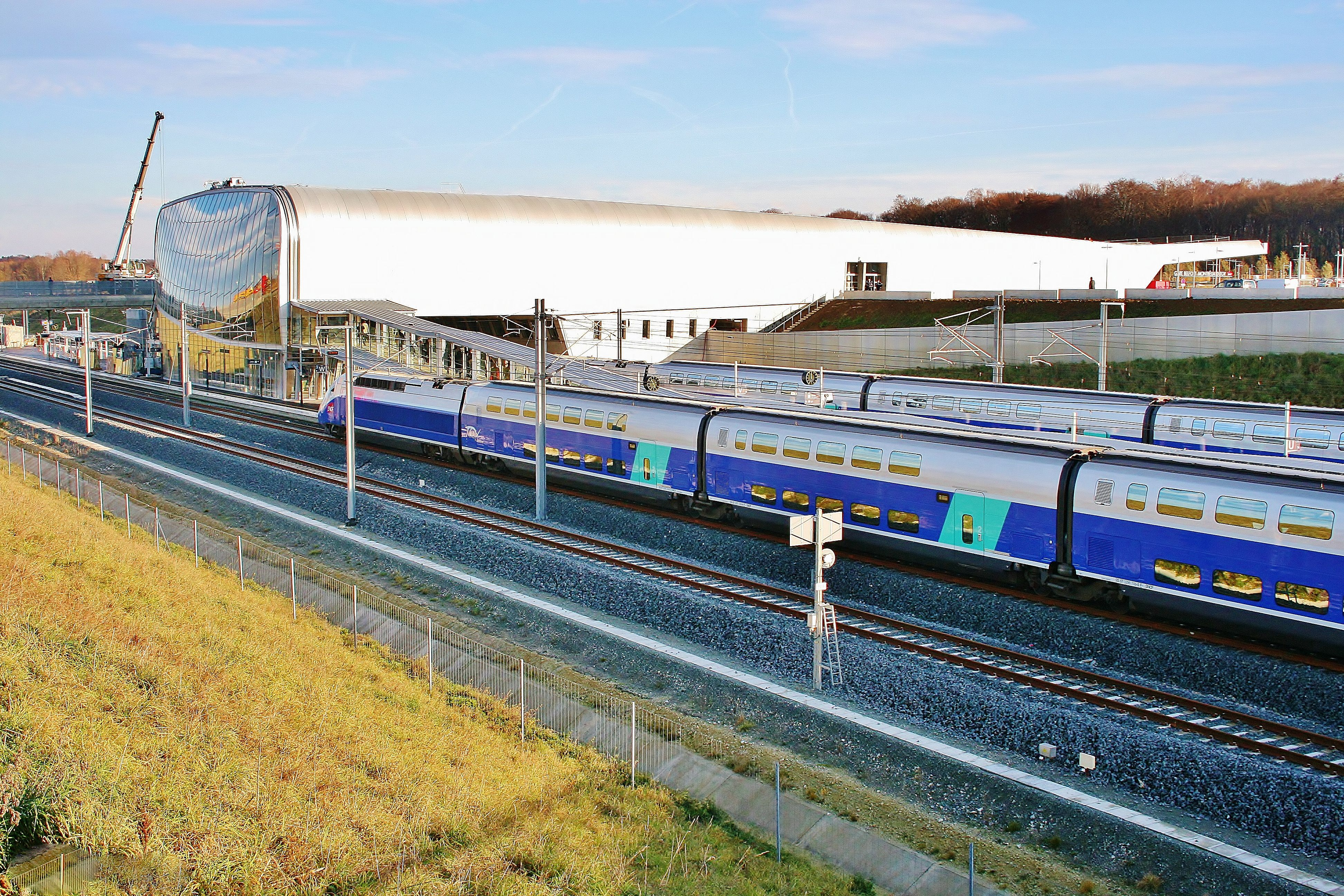
Inauguration de la nouvelle gare TGV Belfort-Montbéliard.

- Tombes militaires 1815 et 1870/1871.

## Pour approfondir